# Coptops similis
Coptops similis là một loài bọ cánh cứng trong họ Cerambycidae.